# Armeria (FFH-Gebiet)
Das Fauna-Flora-Habitat-Gebiet Armeria liegt nordöstlich von Bukowno in der Woiwodschaft Kleinpolen im Süden Polens. Das 7,4 ha große Schutzgebiet gehört zum europäischen Schutzgebietsnetz Natura 2000. Es umfasst einen Schwermetallrasen in einem Tagebaugebiet. Namensgebend ist die Grasnelke (Armeria maritima), die für diese Pflanzengesellschaft typisch ist.
Das Gebiet wurde im Jahr 2009 als FFH-Gebiet vorgeschlagen. 2012 erfolgte die Bestätigung als Gebiet gemeinschaftlicher Bedeutung (SCI). Die Ausweisung als Besonderes Erhaltungsgebiet (SAC) steht noch aus.

## Schutzzweck

### Lebensraumtypen
Folgende Lebensraumtypen nach Anhang I der FFH-Richtlinie kommen im Gebiet vor; prioritäre Lebensraumtypen sind mit * gekennzeichnet:
| EU Code | * | Lebensraumtyp (offizielle Bezeichnung)      | Fläche (ha) |
| ------- | - | ------------------------------------------- | ----------- |
| 6130    |   | Schwermetallrasen (Violetalia calaminariae) | 5,5         |